# Louis Lawson
Louis Lawson (ur. 25 października 1921 w Southwell, zm. 5 lipca 2009 w Nottingham) – brytyjski żużlowiec.

## Życiorys
Dwukrotnie wystąpił w turnieju finałowym indywidualnych mistrzostw świata, w latach 1949 (3. miejsce – brązowy medal) oraz 1951 (6. miejsce).
W latach 1945–1954 reprezentował barwy klubu Belle Vue Aces.

## Przynależność klubowa
Wielka Brytania
- Belle Vue Aces (1945–1954)